# Istituto Italiano di Tecnologia
L'Istituto Italiano di Tecnologia (IIT) è un centro di ricerca scientifica.
La sede scientifica è a Genova, nel quartiere di Bolzaneto, mentre quella amministrativa si trova a Roma. Genova ospita anche la seconda sede scientifica dell'istituto (il Centro per le Tecnologie Umane presso il parco scientifico tecnologico degli Erzelli), mentre altri centri distaccati di ricerca sono attivi in diverse città (dodici in Italia e due a Boston negli Stati Uniti), in collaborazione con diverse università.
Il direttore scientifico dal 2019 è Giorgio Metta.

## Storia
La fondazione è stata creata alla fine del 2003 su volontà dei ministri Giulio Tremonti e Letizia Moratti.
Dalla sua nascita nel 2003, si sono scatenate polemiche: membri delle comunità scientifica, industriale e politica italiane si sono divisi in favorevoli e contrari al progetto. Tra le varie opinioni espresse, vanno ricordati tra i contrari Carlo Rubbia, Tullio Jappelli e Marco Pagano, il direttore de Le Scienze Marco Cattaneo, Francesco Sylos Labini del CNR, Renato Ugo dell'Associazione Italiana per la Ricerca Industriale (AIRI), Giorgio Squinzi di Confindustria, e Alfonso Fuggetta del Cefriel.
Invece, tra i favorevoli, l'economista Francesco Giavazzi, che così scriveva nel 2003 sul Corriere della Sera:
("Una Cambridge anche in Italia", Francesco Giavazzi, Corriere della Sera, 3 novembre 2003)
Finanziato dallo Stato italiano (100 milioni all'anno secondo quanto stabilito dalla legge) l'IIT è nato con lo scopo di diventare un centro di riferimento per la ricerca scientifica ad alto contenuto tecnologico, oltre all'auspicio di fornire una piattaforma per il rientro dei cosiddetti "cervelli in fuga".
In fase di costituzione, le città candidate a ospitare l'istituto erano Genova e Pisa. La scelta cadde sul capoluogo ligure in quanto sede industriale d'importanti aziende quali, tra le altre, Ansaldo, Siemens e Ericsson.
La struttura organizzativa e contrattuale dell'istituto è ispirata da quella del Max Planck Institut in Germania.
L'istituto viene ufficialmente attivato nell'ottobre 2005; nel successivo mese di dicembre viene chiamato come direttore scientifico Roberto Cingolani.
Con gli anni IIT diviene un centro di ricerca di rilevanza internazionale, e nel suo gruppo può vantare circa 1700 persone provenienti da circa 60 nazioni, oltre a diversi brevetti e 18 startup tecnologiche.
Nel 2011 diviene presidente Gabriele Galateri di Genola.
Nel resoconto relativo all'attività scientifica del 2012, curato dal direttore Cingolani e pubblicato nell'estate 2013 sul sito web dell'istituto, si annuncia l'imminente avvio d'un nuovo laboratorio IIT@Harvard presso il Dipartimento di Neurobiologia della Harvard University sempre a Boston negli Stati Uniti.
Nel novembre 2013 un accordo di collaborazione scientifica è stato firmato tra l'IIT e istituto scientifico russo Skoltech (Skolkovo Institute of Science and Technology), situato a Skolkovo, vicino a Mosca.
Agli inizi del 2014 Cingolani ha dichiarato l'intenzione del centro di ricerca scientifica di aprire un laboratorio dedicato alla robotica riabilitativa nel parco scientifico tecnologico degli Erzelli a Genova. 
I nuovi laboratori del Centro per le Tecnologie Umane dell'IIT agli Erzelli vengono poi inaugurati nel luglio 2019.
Nel novembre 2015 l'allora Presidente del Consiglio dei ministri Matteo Renzi annuncia che l'Istituto Italiano di Tecnologia avrà un ruolo centrale nel nuovo parco scientifico-tecnologico in costruzione nell'area post EXPO 2015.
Nel 2019 Cingolani lascia per approdare a Leonardo spa; gli subentra alla direzione scientifica Giorgio Metta.
Nel maggio 2020, il presidente di Ferrari John Elkann annuncia che l’Istituto insieme a Scuderia Ferrari, ha ideato l’FI5, un respiratore polmonare realizzato con materiali reperibili ed economici, da utilizzare nelle strutture ospedaliere per affrontare l’emergenza da COVID-19.

## Descrizione
Sebbene l'IIT sia un istituto completamente statale (di proprietà del Ministero dell'economia e delle finanze), è governato da una fondazione che segue le regole del diritto privato, a differenza di altre istituzioni quali le università pubbliche italiane e il CNR, che invece seguono regole di diritto pubblico. Questa scelta fu dettata dalla necessità dell'istituto di poter operare attraverso una struttura più simile a quella aziendale, come avviene per il Max Planck Institut in Germania. Per questo motivo, il direttore scientifico viene anche considerato il massimo esponente scientifico dell'istituto.
Secondo il Piano Strategico di IIT del quinquennio 2018-2023, l'istituzione è organizzata in quattro macrodomini di ricerca:
- Scienze Computazionali
- LifeTech
- Nanomateriali
- Robotica

La struttura di ricerca, presso le sedi genovesi, è articolata in dipartimenti e laboratori:
- robotica avanzata ("Advanced Robotics")
- scoperta e sviluppo di farmaci ("Drug Discovery and Development")
- neuroscienze e tecnologie del cervello ("Neuroscience and Brain Technologies")
- robotica, scienze cognitive, del cervello ("Robotics, Brain and Cognitive Sciences")
- nanochimica ("Nanochemistry")
- nanostrutture ("Nanostructures")
- nanofisica ("Nanophysics")
- analisi di modelli e visione automatica ("Pattern Analysis and Computer Vision")
- Nikon Imaging Center (NIC@IIT), centro di microscopia ottica in collaborazione con Nikon[24]

Dalla fondazione dell'istituto fino al 2010 è stato attivo anche un dipartimento di telerobotica, chiuso poi per il mancato raggiungimento degli obiettivi prefissati.
L'istituto nel 2018 impiega 225 scienziati e ricercatori a tempo indeterminato e 855 con contratti a tempo determinato e co.co.co
L'amministrazione prevede un consiglio e un comitato esecutivo. Il programma di dottorato di ricerca viene gestito dall'IIT insieme all'Università di Genova.

## IIT in numeri
A partire dalla sua nascita, l'Istituto Italiano di Tecnologia ha avuto una notevole crescita. Secondi i dati riportati sul sito ufficiale la Fondazione conta:
- 18 centri
- 1.895 tra dipendenti, collaboratori, PhD, Post-Doc
- oltre 18900 pubblicazioni scientifiche
- 1.281 brevetti
- 21 Joint Lab
- 33 startup fondate

## Organizzazione
La Fondazione IIT è una fondazione di diritto privato disciplinata dal Codice Civile. I due principali organi della fondazione IIT sono:
- il Consiglio - formato da quindici membri di alta qualificazione, uno dei quali nominato chairman, ha compiti di indirizzo ed approvazione delle principali strategie di sviluppo dell’Istituto.
- il Comitato Esecutivo - formato da cinque membri (il presidente, il direttore scientifico ed altri tre componenti), è responsabile delle attività di ordinaria e straordinaria amministrazione.

Gli attuali membri del Consiglio sono: Davide Bassi, Rita Cucchiara, Elena Goitini, Luigi Gubitosi, Andrea Montanino (chairman), Alessandro Nasi, Alessandro Profumo, Alessandro Rivera, Carlo Rosa, Donatella Sciuto, Raffaele Squitieri, Francesco Stellacci, Mariarosa Taddeo, Gianmario Verona.

## Vertici

### Presidente
- Vittorio Grilli (2005-2011)
- Gabriele Galateri di Genola (2011 - in carica)

### Direttore scientifico
- Roberto Cingolani (2005-2019)
- Giorgio Metta (2019 - in carica)

## Centri IIT
Oltre alla sede centrale di Genova, l'IIT opera in diversi centri distaccati siti presso alcune università italiane e statunitensi. Presso questi centri, gli scienziati IIT collaborano con ricercatori dell'università ospitante il centro, perseguendo obiettivi scientifici comuni all'istituto e all'ateneo.

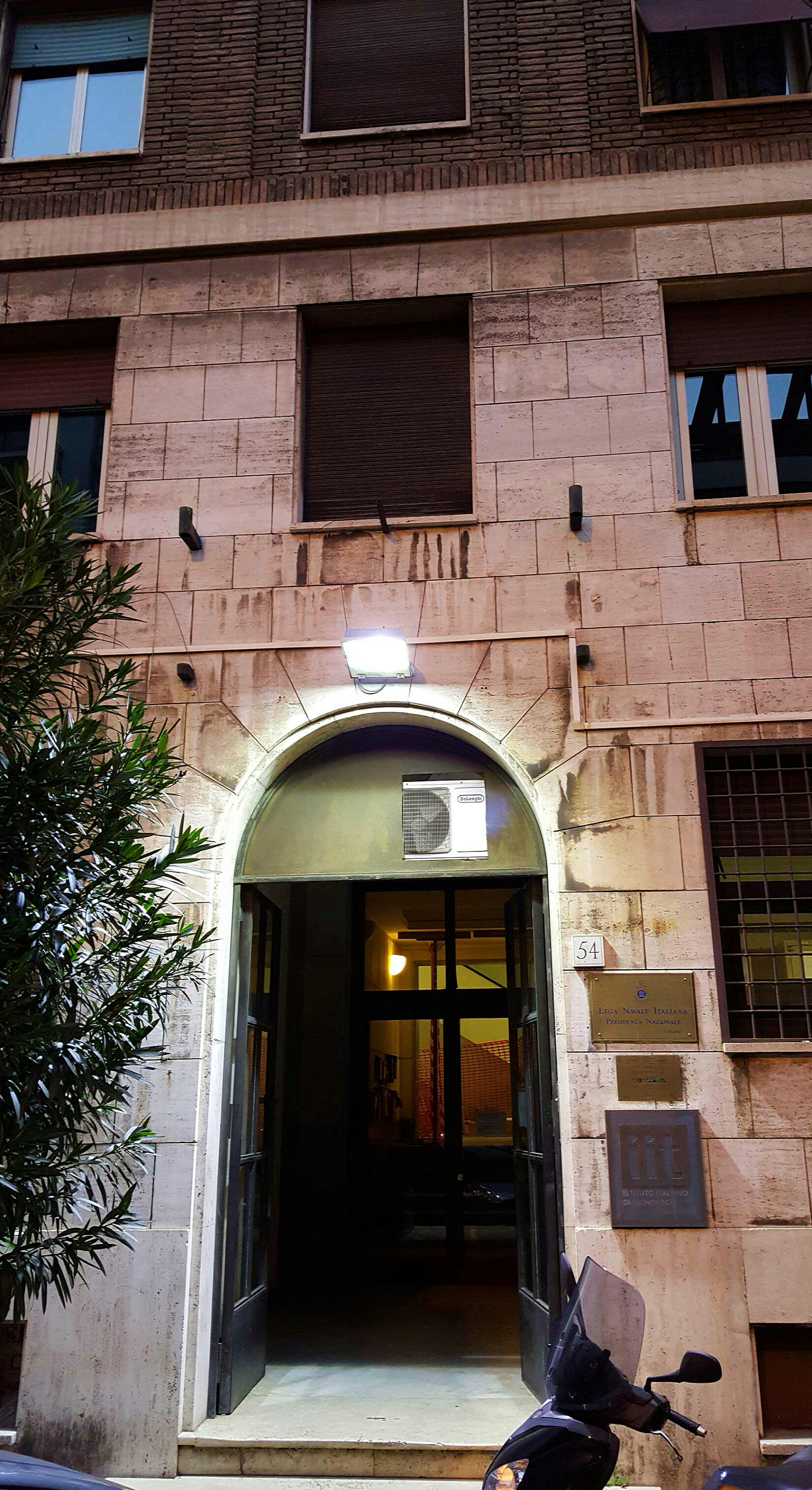
Uffici amministrativi dell'IIT in Roma, via Guidubaldo del Monte, 54

Attualmente, l'elenco dei centri comprende:
- Center for Sustainable Future Technologies IIT@PoliTo - Politecnico di Torino, Torino
- Center for Nano Science and Technology IIT@PoliMi - Politecnico di Milano, Milano
- Center for Genomic Science IIT@Semm - Scuola Europea di Medicina Molecolare, Milano
- Center for Neuroscience and Cognitive Systems IIT@UniTn - Università di Trento, Rovereto
- Brain Center for Motor and Social Cognition IIT@UniPr - Università di Parma, Parma
- Center for Nanotechnology Innovation IIT@NEST - Normale di Pisa, Pisa
- Center for Materials Interfaces IIT@SSSA (formerly Center for Micro-Biorobotics) - Sant'Anna di Pisa, Pontedera[29]
- Center for Advanced Biomaterials for Health Care IIT@CRIB - Università degli Studi di Napoli Federico II, Napoli
- Center for Biomolecular Nanotechnologies IIT@UniLe - Università di Lecce, Arnesano
- Center for Nano Science IIT@Sapienza - Sapienza Università di Roma, Roma
- Laboratory for Computational and Statistical Learning IIT@MIT - Massachusetts Institute of Technology, Boston, Stati Uniti
- Laboratorio per lo Studio della funzione nervosa in condizioni fisiologiche e nelle patologie neurologiche, Ospedale San Martino, Genova[30]
- Centro di Neurofisiologia Traslazionale IIT@UniFe - Università di Ferrara, Ferrara[31]
- Center for Human Technologies IIT@CHT - Genova Erzelli
- Centre for Cultural Heritage Technology IIT@CCHT - Università Ca’Foscari, Venezia

All'inizio era previsto anche l'avvio d'un centro per neuroscienze molecolari presso l'Ospedale San Raffaele di Milano. Il progetto fu però abbandonato nell'estate 2006, senza che i motivi fossero resi pubblici.

### Joint Labs
L'IIT ha inoltre diversi laboratori tecnologici congiunti con aziende di rilevanza internazionale ed entità di ricerca e sviluppo (più uno con un ente pubblico italiano, l'INAIL):
- Bracco
- Camozzi
- CNR Nanotec
- CrestOptics
- Danieli Automation
- DirectaPlus
- EMS Sistemi Elettromedicali
- Honda
- IBM
- Intellimech
- IRCCS San Camillo
- Istituto Camilla Gaslini
- Leica
- Nikon
- Nissan Motor
- Mindmaze
- Moog
- Novacart
- Università Cattolica del Sacro Cuore

## Opinioni
Sin dalla sua nascita, l'IIT ha ricevuto diverse critiche per la quantità di fondi statali, considerata da alcuni eccessiva rispetto alle dotazioni di altri istituti universitari e di ricerca.
Quando a novembre 2011 il presidente del centro, Vittorio Grilli, è stato nominato viceministro dell'economia, per prevenire il rischio di conflitto di interessi a dicembre Gabriele Galateri di Genola gli è subentrato.
Dopo i primi anni, numerose critiche sono inoltre cadute sull'IIT riguardo alla scarsità di risultati rispetto all'entità di fondi pubblici ricevuti. Così scrive Angelo Leopardi in un articolo per LeRagioni.it nel novembre 2010:
("Che fine ha fatto l'Istituto Italiano di Tecnologia? Una “storia italiana”", di Angelo Leopardi)
Nel febbraio 2015 una norma introdotta nella bozza del decreto legge "Misure urgenti per il settore bancario e per gli investimenti", approvato del Consiglio dei Ministri, intendeva affidare all'Istituto tecnologico il monopolio su tutti i brevetti delle università e degli enti di ricerca. La norma ipotizzata, a detta di Valentina Santarpia del Corriere della Sera, "ha fatto infuriare tutti: politici, università, enti di ricerca". Lo stesso Istituto ha diramato una nota ufficiale in cui "all'unisono con il mondo della ricerca" esprime la sua "perplessità sulla norma sia nel merito che nel metodo". Il Ministro dell'Istruzione, dell'Università e della Ricerca Stefania Giannini, in una nota ufficiale, ha dichiarato di non essere stata coinvolta nella stesura della norma, dichiarandola "incompatibile con l'autonomia sia delle Università che degli Enti pubblici di ricerca".
Secondo Edoardo Segantini, editorialista del Corriere della Sera, l'IIT sarebbe il migliore centro di ricerca Italiano. Secondo Elena Dusi de la Repubblica, invece, nonostante i finanziamenti, la produttività scientifica media dei suoi ricercatori sarebbe molto bassa (0,34 articoli annuali a persona) rispetto a simili istituti. Riguardo a queste critiche, Cingolani ha spiegato che quel calcolo erroneamente considerava lo staff dell'IIT come 1.500 persone sin dalla sua fondazione nel 2003, quando invece vi lavoravano solo 50 persone. Considerando invece il numero di pubblicazioni annuali diviso per il numero ricercatori in forza all'istituto ogni anno, si arriva ad una cifra di circa 1,1 pubblicazioni annuali per ogni ricercatore, quindi in linea con i migliori centri di ricerca scientifica italiani.
Nel febbraio 2017 Angelo Oreste Andrisano, rettore dell'Università di Modena e Reggio Emilia, ha definito l'IIT come il "più importante centro di ricerca nazionale".